# Joseph-Antoine Boullan

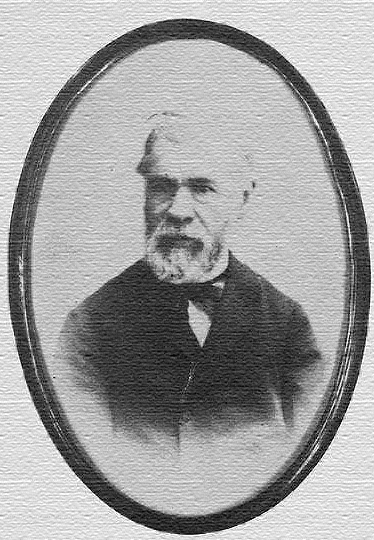
Abbé Boullan

Joseph-Antoine Boullan (* 18. Februar 1824 in Saint-Porquier, Département Tarn-et-Garonne; † 4. Januar 1893 in Lyon), allgemein bekannt als Abbé Boullan, war ein französischer römisch-katholischer Priester, der wegen Satanismus verurteilt wurde.

## Leben
Joseph-Antoine Boullan studierte am Priesterseminar in Montauban mit sehr guten Ergebnissen und wurde 1848 zum Priester geweiht. Anschließend absolvierte er ein Doktoratsstudium der Theologie in Rom. Nach Frankreich zurückgekehrt, wurde er zum Vorsteher des Hauses der Missionare vom Kostbaren Blut in Les Trois-Épis im Elsass.
1854 verließ er dieses Amt und ging als Priester nach Paris. Dort übernahm er 1856 die spirituelle Führung der Laienschwester Adèle Chevalier, die nach einer Wallfahrt zur Madonna von La Salette-Fallavaux von ihrer Blindheit geheilt wurde.
In einer von ihm gegründeten Zeitschrift, den Annales de la Sainteté, vertrat er die These, dass man Vergebung nur durch physische Leiden in Verbindung mit Gebeten erhalten könne. Er begründete mit Genehmigung des Bischofs von Versailles gemeinsam mit Adèle Chevalier eine religiöse Gemeinschaft in Sèvres, durch die eine sexuelle Beziehung zu ihr verborgen werden sollte. Dort spielten sich skandalöse Vorgänge ab, so z. B. die „Heilung“ von Kranken mit Hostien, die mit Urin und Fäkalien verschmutzt waren. Auch von Tier- und Menschenopfern war die Rede. Am 8. Dezember 1860 ließ Boullan das Kind verschwinden, das Adèle Chevalier zur Welt gebracht hatte.
Zwar wurde das Verbrechen nie entdeckt, aber der Bischof erhielt Beschwerden über die merkwürdigen Behandlungsmethoden und die dafür erhobenen finanziellen Forderungen Boullans an die Opfer. Es kam zur Verhaftung und Anklageerhebung. 1861 wurde Boullan wegen vorsätzlicher Täuschung gemeinsam mit seiner Geliebten zu drei Jahren Gefängnis verurteilt. Er saß die Strafe in Rouen bis zum September 1864 ab. Erst 1869 wurde auch ein Glaubensprozess vor dem Heiligen Offizium gegen ihn eröffnet. In der Klosterzelle, in der er während des Verfahrens untergebracht war, schrieb er eine Beichte, die von dem symbolistischen, zur Dekadenz neigenden Autor Joris-Karl Huysmans nach seinem Tod unter seinen Papieren gefunden wurde und sich seit 1930 in der Vatikanischen Bibliothek befindet. Boullan wurde eine vollständige Absolution erteilt: er ging Ende 1869 nach Paris zurück.
In seiner Zeitschrift entwickelte er allerdings weiterhin merkwürdige Theorien, die auch der Erzbischof von Paris, Kardinal Guibert, für häretisch hielt. Unter dem Vorwand eines Exorzismus versuchte Boullan vermeintlich besessene Personen zu lehren, wie man sexuelle Beziehungen zu Jesus und den Heiligen knüpfen könne. Im Juli 1875 trat er aus der Katholischen Kirche aus. Er nahm Kontakt zum Thaumaturgen Eugène Vintras, einem früheren Papierarbeiter aus Bayeux auf, der glaubte, er sei eine Reinkarnation des Propheten Elias und auf die Erde geschickt worden, um ein Drittes Reich vorzubereiten. Vintras sandte ihm Hostien, die mit kabbalistischen Symbolen mit Blut bemalt waren. Nach dem Tod Vintras' im Dezember 1875 rief sich Boullan als dessen Nachfolger an der Spitze eines „Werks der Barmherzigkeit“ aus und ging 1876 nach Lyon, um dort Vintras' Archiv zu studieren und sich in dessen Lehren zu vertiefen. Die Mehrzahl der Anhänger Vintras’ verweigerte ihm jedoch die Gefolgschaft. Es gelang ihm daher nur, einen kleinen Kreis von Anhängern in Lyon um sich zu scharen. Gemeinsam zelebrierte man okkulte Riten wie das „Opfer zum Ruhm des Melchisedek“. Diese Rituale schlossen alle möglichen Formen von Unzucht ein, wie Kritiker schnell feststellten. Mit seiner neuen Geliebten Julie Thibault stellte er die Erlösung durch Sex in den Mittelpunkt der sogenannten „Union des Lebens“.

## Verurteilung und Tod
Allmählich verlor Boullan seine früher praktizierte Vorsicht und ließ offen kirchenfeindliche Okkultisten zu seinem Kreis zu. Der Dichter, Okkultist und Begründer des Ordre Kabbalistique de la Rose-Croix, Graf Stanislas de Guaita, führte einen psychologischen Krieg gegen ihn und ließ ihn vor einem Ehrengericht symbolisch zum Tode verurteilen. 1891 machte er Boullans Lehren und sexualmagischen Praktiken der breiteren Öffentlichkeit bekannt. 1892 wurde Boullan vom Gericht von Trévoux für die illegale Ausübung medizinischer Praktiken verurteilt. Er starb 1893. Seine plötzliche Krankheit und den drohenden Tod schrieb er – bestärkt durch die angeblich mit seherischen Fähigkeiten begabte Julie Thibault – der Schwarzen Magie Guaitas zu.
Hingegen sympathisierte Huysmans während dieser Auseinandersetzungen mit Boullans Lehren. Für seinen Roman Là-bas („Tief unten“, 1891) lieferte Boullans (oder auch Berthe de Courrière, 1852–1916) die Vorlage eines satanistischen Priesters. Huysmans und der esoterische Autor Henri Antoine Jules-Bois bekämpften Guaita in einer okkulten Fehde, weil sie ihn für Boullans Tod verantwortlich hielten. Julie Thibault überbrachte Huysmans nach dem Tod Boullans dessen Manuskripte und wohnte monatelang bei ihm; dieser fühlte sich jedoch nach der Lektüre getäuscht und warf Julie Thibaud hinaus.